# 2003 en littérature
| Années de la littérature : 2000 - 2001 - 2002 - 2003 - 2004 - 2005 - 2006    |
| Décennies de la littérature : 1970 - 1980 - 1990 - 2000 - 2010 - 2020 - 2030 |

Cet article présente les faits marquants de l'année 2003 en littérature.

## Évènements
- Mars : Fondation de la maison d'édition indépendante multiculturelle Mémoire d'encrier par l'écrivain et éditeur Rodney Saint-Éloi à Montréal, Canada.

## Parutions

### Bande dessinée
- Coq, La Vie de Flora, éd. International Presse Magazine, 46 pages. BD érotique.
- Masashi Kishimoto (japonais), Naruto, volumes 5,6,7,8, éd. Shonen Kana. Manga.
- Paolo Eleuteri Serpieri (italien), Druuna, tome 8 : Clone, éd. Bagheera, 62 pages.

### Biographies
- Nicolas Vanier, Le Voyageur du froid, éd. Chne.
- Giles Milton, Samouraï William, Les Éditions Noir Sur Blanc

### Essais
- Philippe Brenot, Inventer le couple, éd. Odile Jacob.
- Henri Broch et Georges Charpak, Devenez sorciers, devenez savants, éd. Odile Jacob, coll. Poches,  (ISBN 2-7381-1093-2).
- Chahdortt Djavann (irano-française) : Bas les voiles !, éd. Gallimard.
- Marie Du Boucher, Nicolas de Staël. Une illumination sans précédent, éd. Gallimard découvertes, 128 p..
- Jacques Généreux, Chronique d'un autre monde, éd. Le Seuil, Paris, 2003,  (ISBN 2-02-062155-X)
- Damien Le Guay, Qu'avons nous perdu en perdant la mort ?, éd. Le Cerf, 167 p.
- Armand Mattelart et Erik Neveu, Introduction aux Cultural Studies, éd. La Découverte.
- Pierre Rabhi, L'Offrande du crépuscule, éd. L'Harmattan, 248 p.

#### Éducation
- Arielle Adda (psychologue) et Hélène Catroux (psychopédagogue) : L'Enfant doué, l'intelligence réconciliée, éd. Odile Jacob.

#### Histoire
- Marie-Véronique Clin, Jeanne d'Arc, éd. Le Cavalier Bleu.
- Émile Copfermann, La génération des Blousons Noirs, éd. Maspero, rééd. 1962.
- Mahfoud Kaddache (Algérien) : Et l'Algérie se libéra : 1954-1962, éd. Paris-Méditerranée, 235 pages.
- Claude Nicolet, La fabrique d'une nation: La France entre Rome et les Germains, éd. Perrin.
- Guy Pervillé, Atlas de la guerre d'Algérie, éd. Autrement.
- Jean-Robert Pitte, Histoire du paysage français: De la préhistoire à nos jours, éd. Tallandier, 550 pages.

#### Littérature
- Jean Dutourd, Les Voyageurs du Tupolev, Plon. (Dutourd raconte quinze années d'amitié avec Louis Aragon et Elsa Triolet.)
- Frédéric Lewino et Lamia Oualalou, Paris à livre ouvert : Le Guide des lecteurs, des livres et des auteurs.
- Thierry Marin, Pour un récit musical, éd. L'Harmattan, 302 pages. Sur la narratologie.
- Henriette Walter, en collaboration avec Pierre Avenas, L'étonnante histoire des noms des mammifères, éd. Robert Laffont, repris en coll. Points sous le titre Chihuahua zébu et Cie.

#### Politique
- Michel Bounan, Logique du terrorisme, Allia.
- René Riesel, Du progrès dans la domestication, Éditions de l'Encyclopédie des Nuisances.

#### Politique en France
- Annie Collovald, Le « Populisme du FN » : un dangereux contresens, éd. du Croquant.
- Michel Dobry (direction), Le Mythe de l'allergie française au fascisme, éd. Albin Michel.
- Achille Elisha, Aristide Briand, la paix mondiale et l'union européenne, réédition, préface de René Cassin, éd. Ivoire-Clair, 396 pages.
- Brice Hortefeux, en collaboration avec André Levôtre, Jardin à la française - Plaidoyer pour une république de proximité, éd. Denoël.
- Erwan Lecœur, Un néo-populisme à la française. Trente ans de Front national. éd. La Découverte.
- Jean-Marc Mandosio, Dans le chaudron du négatif, essai sur l'Internationale situationniste, Éditions de l'Encyclopédie des Nuisances.
- Michel Winock, La France politique. XIXe – XXe siècles, éd. du Seuil, « Points ».

#### Santé et psychologie
- Michela Marzano, La Pornographie ou l'épuisement du désir, éd. Buchet-Chastel.

### Livres d'Art et sur l'art
- Emmanuelle Baum et Sarah Vincent, Gauguin en Polynésie, éd. À Propos, 2006, 64 p.
- Patrick Favardin et Alain Chiglien, Nicola L., Paris, Éditions Norma, 2003  (ISBN 978-2-915542-09-7)
- Sarah Walden, Outrage à la peinture, ou comment peut la restauration, violant l'image, détruire les chefs-d'œuvre, Éditions Ivrea.

### Nouvelles
- Alain Spiess (1940-2008), Une méprise, éd. du Rocher, décembre, 52 pages.
- Claire Wolniewicz, Sainte Rita : Patronne des causes désespérées, éd. Viviane Hamy. Nouvelles.

### Poésie
- Matthieu Gosztola, Matière à respirer, Création et recherche.
- Jean-Hugues Malineau (avec Willi Glasauer), Pas si bêtes les animaux.
- Diane Régimbald, Pierres de passage, Éditions du Noroît, Montréal, 66 p.  (ISBN 2-89018-496-X)

### Publications
- Nikos Aliagas, Allez voir chez les Grecs, éd. Jean-Claude Lattès, 250 pages.
- Brigitte Bourny et Dominique Silberstein (photographe) : Secrets de plantes à parfum, éd. Milan.
- Pierre Dukan (docteur) : Je ne sais pas maigrir, éd. J'ai lu, février, 250 pages. Diététique.
- Jean-Vital de Monléon, Naître là-bas, grandir ici : l'adoption internationale, éd. Belin (mai), 302 pages,  (ISBN 2-7011-3564-8).
- Jean-Marie Pelt, La Loi de la jungle, éd. Fayard.
- Michel Pinçon et Monique Pinçon-Charlot, La Chasse à courre, éd. Payot.
- Ringo Starr, Postcards from the Boys, éd. Genesis Books. Un recueil des cartes postales que Ringo Starr a reçu de John Lennon, Paul McCartney et George Harrison pendant des années.
- Sylvie Testud, Il n'y a pas beaucoup d'étoiles ce soir, éd. Pauvert. Des anecdotes de tournage.

### Romans
Tous les romans parus en 2003

#### Auteurs francophones
- Eliette Abécassis, Clandestin
- Étienne Barilier, Le Vrai Robinson, éd. Zoé.
- Frédéric Beigbeder, Windows on the World, prix Interallié.
- Sophie Chauveau, La Passion Lippi, éd. Télémaque, premier volume d'une trilogie sur la vie à Florence au temps de la maison des Médicis.
- Philippe Claudel (1962, français) : Les Âmes grises
- Marc Durin-Valois, « Le diable est dans les détails », JC Lattès
- André Fanet, Drôle d'averse (premier roman), éd. La Fontaine de Siloé.
- Christian Garcin, L'Embarquement, éd. Gallimard.
- Marek Halter, La Bible au féminin, tome 1 : Sarah, éd. Robert Laffont
- Jean Hamila, La Lune d'Omaha, éd. Gallimard, coll. Folio policier, septembre, 229 pages.
- Cédric Labb, Les Muses de Savoie (premier roman). Roman noir.
- Ariane Massenet, Pipelette, éd. Pré aux Clercs.
- Marc-Édouard Nabe, Printemps de feu, éditions du Rocher, 299 p.
- Christophe Spielberger, Otto le puceau, éd. Florent Massot.
- Karine Tuil, Tout sur mon frère, éd. Grasset.
- Philippe Vasset, Exemplaire de démonstration
- Alain Wegscheider, État dynamique des stocks, éd. Calmann-Lévy.

#### Auteurs traduits
- Amy Tan (sino-américaine), Les Fantômes de Lu-Ling
- Justin Cronin (Américain), Huit saisons, éd. Mercure de France. Prix Pen-Hemingway.
- Helen Dunmore (Anglaise), La Faim
- Terry Goodkind (Américain), L'Épée de vérité 1 : La Première Leçon du sorcier, éd. Bragelonne (éd. US 1994).
- Terry Goodkind (Américain), L'Épée de vérité 2 : Le Pierre des larmes, éd. Bragelonne (éd. US 1995).
- Khaled Hosseini (Américain), Les cerfs-volants de Kaboul, traduit par Valérie Bourgeois, éd. 10.18.
- Douglas Kennedy (américain), Une relation dangereuse, traduit par Bernard Cohen, éd. Belfond.
- Walter Scott (Anglais), Waverley et autres romans, éd. La Pléiade, Gallimard, 1 584 pages.
- Oscar Van den Boogaard (Néerlandais), Mort de l'amour, traduit par Marie Hooghe, éd. Sabine Wespieser, février, 181 pages,  (ISBN 284805011X).
- Edith Wharton (américaine, 1862-1937), Sur les rives de l'Hudson, traduit par Jean Pavans, éd. J'ai lu, 541 p..
- Evelyn Waugh (Anglais, 1903-1966), Scoop, éd. 10-18.
- Evelyn Waugh (Anglais, 1903-1966), Une poignée de cendres, éd. La Découverte.
- Josef Winkler (Autrichien), Natura morta, traduit par Bernard Banoun, éd. Verdier.

#### Livres pour la jeunesse
- Anne-Laure Bondoux, Les Larmes de l'assassin, éd. Bayard Jeunesse, coll. Millézime, 226 pages,  (ISBN 2747007758).
- David Grossman (Israélien), Quelqu'un avec qui courir, éd. Le Seuil, 400 pages. Un parcours initiatique dans Jérusalem.

### Théâtre
- Wajdi Mouawad, Incendies, éd. Leméac/Actes Sud-Papiers.

## Décès
- 10 janvier : Wolfgang Kasack, traducteur et slaviste allemand (° 20 janvier 1927),
- 19 janvier : Françoise Giroud, journaliste, écrivain et femme politique française (° 21 septembre 1916)
- 6 mars : Sébastien Japrisot, écrivain, auteur d‘Un long dimanche de fiançailles
- 8 août : Falaba Issa Traoré écrivain, comédien, réalisateur et dramaturge malien
- 10 août : Aïcha Fofana romancière et dramaturge malienne
- 28 septembre : Elia Kazan, homme de théâtre et de cinéma américain
- 29 octobre : Hal Clement, écrivain américain de science-fiction, mort à 81 ans.